# 拉米兰迪亚
拉米兰迪亚是巴西巴拉那州的一个市镇。总面积237.195平方公里，总人口4500人，人口密度19人/平方公里。